# Forêt Barade
La forêt Barade est une forêt domaniale située dans le département français de la Dordogne.

## Désignation
La forêt est parfois désignée sous son nom historique « forêt Barade », avec ou sans majuscule, parfois complété par son statut actuel « Forêt domaniale Barade » et parfois sous l'appellation erronée « Forêt de Barade ». L'ONF précise qu'historiquement le nom ne comporte pas de préposition. En effet le terme occitan barrada signifie « fermée », rappelant son caractère de réserve seigneuriale : la désignation ne supporte de ce fait pas de préposition,.

## Histoire
La superficie de la forêt Barade décrite par Eugène Le Roy dans son roman Jacquou le Croquant, plus vaste et plus dense que la parcelle domaniale constituée à la fin du XXe siècle, est estimée au début de ce siècle à environ 3 100 hectares. Elle se structure à partir du Ve siècle autour des premières églises édifiées dans la contrée avec le développement du christianisme : Saint-Cernin-de-Reillac, Saint-Félix-de-Reilhac, Saint-Germain de Rouffignac, Sainte-Radegonde à Milhac-d'Auberoche, Saint-Cyr à Saint-Geyrac, Saint-Crépin-d'Auberoche, Saint-Pierre-ès-Liens à Bars et peut-être Saint-Cyprien à Fossemagne mais seule est connue la fontaine portant ce vocable. Associées à des structures agraires reliées par les chemins, ces églises constituent le fondement du tissu social de ce milieu rural et demeurent jusqu'au XIe siècle les principaux points de repères de la population locale.
L'érection à partir du XIe siècle de castra à Montignac, Auberoche, Reilhac, Thenon et Vergt marque la fin de l'organisation carolingienne et concourt à la redistribution sociale et spatiale. Des fractions de la vaste unité forestière sont dès lors individualisées au sein des châtellenies : forêt de la Rauzède et pour partie de la Grand Val à Montignac, forêts del Drolhet et de la Grand Val à Auberoche, forêts de Reilhac et de la Raolfenc à Reilhac, forêts de Puy Auriol et de Saint-Front à Vergt.
La forêt qui représente un capital dormant est alors grandement défrichée et les agriculteurs s'activent dans les nouvelles clairières tandis que les corporations de feuillardiers, de charbonniers et de forgerons exploitent le bois abattu. La toponymie en Guyenne porte la marque de ces grandes vagues de défrichement qui ont déferlé après l'an Mil sur l'Europe de l'Ouest, nombre de lieux-dits portant les noms occitans d'Artiga (terre défrichée), Artigua, Lartigua qui ont donné en français Artigue ou Lartigue. Dans le même temps, les nouvelles formes de peuplement des tenures féodales autour de la forêt Barade adoptent de nouvelles appellations comme mota, tenensa, mas, bordaria, affarium, repairum, hospicium, fasione, el fach, tenememum, mainamentum, ou villaige. Dans la seconde moitié du XIIIe siècle, l'emprise humaine atteint son apogée sur la forêt densément occupée et exploitée, parcourue sur un lacis important de voies de communication par les hommes, les animaux domestiques et les produits commerciaux issus des exploitations, agricoles ou autres, complétées par nombre de moulins hydrauliques implantés sur le territoire, signes de la vitalité de l'économie locale. La guerre de Cent Ans, à laquelle s'ajoutent les exactions des comtes de Périgord et les épidémies de peste qui n'épargnent pas les campagnes mettent un terme dès la première moitié du XIVe siècle à l'essor économique et démographique précédemment développé autour de la forêt Barade. Ce n'est qu'à partir de la seconde moitié du XVe siècle que les propriétaires des parcelles forestières envisagent la remise en valeur du territoire et son repeuplement.
Après le démembrement des châtellenies sur fonds de rivalité entre les comtes de Périgord et les vicomtes de Limoges soutenus par l'évêque de Périgueux mais aussi du conflit franco-anglais de la guerre de Cent Ans, la forêt, qui constitue la frontière linguistique entre le limousin et le languedocien, est morcelée en unités plus petites dépendant des nouvelles circonscriptions judiciaires qui se font jour à partir du XVe siècle : la foresta de la Vigeria et la foresta de las fayas (propriétés des seigneurs de Meilhac et d'Abzac de La Douze), la forêt de Bonneval (seigneur de la Mothe de Thenon), forêt de l'Herm (seigneurs de l'Herm), forêt de Devat (seigneur de Berbiguières), forêts Barade, du lac Gendre, du lac Nègre et de la Blanchière (seigneur d'Hautefort), forêt des Ferrières (seigneurs de Saint-Michel, de Bars et de Sauveboeuf d'Aubas), forêt de la Rauzède et de Peyrebrune.
La forêt Barade est à l'origine traversée par les routes Périgueux-Brive-la-Gaillarde et Bergerac-Brive, peu sûres, où les convois sont attaqués. Entre les XVIIe et XIXe siècles, le bois est exploité pour le charbon. L'exploitation du charbon de bois s'arrête à l'arrivée du phylloxéra avec la préférence pour le charbon minéral. Des vestiges de ces exploitations demeurent, comme le Gourd, ancienne mine à ciel ouvert emplie d'eau, cité par Eugène Le Roy dans Jacquou le Croquant, où la jeune Lina telle Ophélie se noie de désespoir. Le département, troisième pour l'utilisation du fer et réputé pour sa production de canons et de boulets embarqués sur la Vézère en direction des arsenaux de la Marine nationale à Rochefort, est alors prospère.
Ainsi, le XVIe siècle voit le développement d'une nouvelle économie tirant profit du substrat géologique, minerai de fer et silice, de la forêt Barade : la sidérurgie et la verrerie. La présence de maîtres fondeurs et de maîtres verriers est attestée dans les forêts de la Grand-Val et de Puy-Auriol. Recrutés par le marquis d'Hautefort, ils viennent des diocèses et provinces de Limoges, Agen, Bourges, Poitou, Marche, Berry Bourgogne, Bourbonnais avec des contrats d'exploitation de trois ou quatre ans et sont logés dans des cabanes en planches construites sur les coupes qui leur sont attribuées. Le bois abattu à Reilhac alimente la forge d'Ans et celle de Forge-Neuve. À cette activité s'ajoute à nouveau celle, préexistante depuis le haut Moyen Âge et interrompue par la Guerre de Cent Ans, de l'exploitation des chênes et châtaigniers des forêts Barade, de la Grand Val, de La Mothe, du Lac Gendre et du Lac Nègre, abattus à destination des fabricants des douves de tonneaux et des cercles de barriques pour les viticulteurs du Bergeracois et du Bordelais. Dès cette époque, la forêt Barade, dont l'équilibre naturel est menacé par un abattage d'arbres en trop grand nombre, est signalée comme quasy dépeuplée. L'ampleur de la déforestation est telle que les exploitants s'orientent désormais vers les forêts concurrentes du Limousin.

## Statut
La forêt domaniale est de constitution récente, l'État ayant acquis les différentes parcelles entre 1980 et 1985, la plus grande partie (227,57 ha puis 98,06 ha) provenant de la vente des propriétés de la « Saussouze » par la Cellulose du Pin.

## Localisation
La forêt domaniale s'étend, à 20 km au sud-est de Périgueux, sur le territoire des communes ou anciennes communes de Bars, Fossemagne, Lacropte, Mauzens-et-Miremont, Saint-Antoine-d'Auberoche, Saint-Félix-de-Reillac-et-Mortemart et Thenon dans l'arrondissement de Périgueux du département français de la Dordogne, en région Nouvelle-Aquitaine (région IFN du Périgord blanc).

## Caractéristiques
D'une surface cadastrale de 458,35 ha étagés entre 204 m sur la commune de Mauzens-et-Miremont et 263 m sur celle de Fossemagne, à une hauteur moyenne de 235 m, la forêt, située sur le plateau du Périgord, est complantée sur une succession de plateaux constitués d'une assise calcaire surmontée d’un placage argileux d'épaisseur variable et entrecoupés de vallées.
La futaie régulière de la Barade est composée de 31 % de pin maritime, 21 % de chêne sessile, 16 % de châtaignier, 10 % de chêne tauzin ou pédonculé, 9 % de pin laricio, 5 % de chêne rouge, 3 % de sapin de Douglas et respectivement 1 % et 2 % de feuillus et résineux divers et 2 % de vides non boisables.
Une étude de fertilisation a été réalisé sur sept ans conjointement par l'ONF et l'INRA à partir de 1982 sur l'installation du pin laricio sur d'anciens taillis de châtaignier en forêt Barade qui a conclu à la modification de la flore forestière par l'apport de phosphore avec une nette prédominance de la fougère-aigle sur la molinie.
Une opération de reboisement cofinancée par l'État et l'Union européenne dans le cadre du Fonds européen agricole pour le développement rural est réalisée sur la commune de Saint-Félix-de-Reillac-et-Mortemart en 2020-2021 consistant en l'implantation de pin maritime sur 7,4 ha et de chêne sessile sur 2,41 ha.
La parcelle située au lieu-dit Plateau de Fumel sur la commune de Mauzens-et-Miremont supporte une concession de carrière souterraine exploitée par un contrat de fortage sur une superficie de 21 ha.
L'hydrologie dans la forêt Barade est constituée par le ruisseau du Manoire qui coule d'est en ouest à Fossemagne, le vallon du Vimont-Rau orienté nord-sud et qui prend sa source sur la commune de Bars au sud-est du massif de Bars-Fossemagne, le ruisseau de Manaurie qui coule à l'est de Saint-Félix-de-Reillac-et-Mortemart et les étangs de Lavandre situés à l'ouest de la commune.
La température moyenne annuelle présente peu d'écart en forêt Barade, entre 11,3° et 12,3° (4,4 en janvier, 20,2° en juillet). Les maxima peuvent exceptionnellement atteindre – 24° et + 40°. Les précipitations qui varient fortement selon les années sont en moyenne de 920 mm avec des minima en mars, juillet et août, et des maxima en novembre, décembre et janvier. La forêt Barade a été durement touchée par la tempête du 27 décembre 1999. Les vents ont soufflé entre 120 et 140 km/h, provoquant 19 712 m3 de chablis.
Quelques espèces de gibier sont présentes dans la forêt à un niveau assez bas compatible avec la pauvreté floristique du milieu permettant ainsi un bon niveau de régénération. Le cerf fréquente le canton de Bars-Fossemagne de façon sporadique occasionnant peu de dégâts. En revanche, dans le massif de Mauzens et Miremont enclavé au milieu des champs cultivés et de coteaux boisés difficiles d'accès, la présence accentuée du chevreuil entraîne des risques de dégâts sur les secteurs reconstitués après la tempête de 1999. Le sanglier fréquente ces massifs de façon sporadique et occasionne peu de dégâts sur les peuplements.
Le massif est sensible au risque de feu de forêt particulièrement en mars-avril par temps sec et vent d'est ou du nord avant que la fougère-aigle ne reprenne. Les communes de Bars et Fossemagne sont classées niveau 4/5. Des incendies importants ont eu lieu en 1997, 1985 et 1982. Une nouvelle piste de défense de la forêt contre les incendies (DFCI) coupant la forêt Barade sur 4 km entre Fossemagne et Bars a été construite sur les anciens chemins forestiers et inaugurée en 2023, protection complétée par la surveillance de la cime des pins par les drones. La « gestion industrielle de la forêt » est cependant dénoncée par l'association SOS Forêt 24 considérant la plantation de pins en forêt Barade comme la plantation de « champs d'allumettes ».